# Les Filles du soleil
Pour plus de détails, voir Fiche technique et Distribution.
Les Filles du soleil est un film français réalisé par Eva Husson et sorti en 2018. Le film est en sélection officielle au Festival de Cannes 2018 ainsi qu'au Festival de Toronto 2018.

## Synopsis
Une journaliste française suit un groupe de soldates kurdes combattant face à l'État islamique.

## Fiche technique
- Titre français : Les Filles du Soleil
- Réalisation : Eva Husson
- Scénario : Eva Husson
- Décors : David Bersanetti
- Photographie : Mattias Troelstrup
- Montage : Emilie Orsini
- Musique : Morgan Kibby
- Production :  Didar Domehri
- Sociétés de production : Maneki Films, Wild Bunch, Elle Driver, Arches Films, Gapbusters, 20 Steps Productions, RTBF, Bord Cadre Films, Proximus
  - SOFICA : Cinécap 1, Indéfilms 6
- Société de distribution :  Wild Bunch Distribution (France)
- Pays de production :  France
- Langues originales : français, kurde, anglais, arabe
- Format : couleur - 2,35:1 - Dolby Digital
- Genre : drame ; guerre
- Durée : 115 minutes
- Dates de sortie :
  - France : 12 mai 2018 (Festival de Cannes) ; 21 novembre 2018 (sortie nationale)
  - France : 21 (Suisse romande)

## Distribution
- Golshifteh Farahani : Bahar, une combattante yézidie
- Emmanuelle Bercot : Mathilde, reporter de guerre borgne. Le personnage est inspiré de Marie Colvin
- Zübeyde Bulut : Lamia
- Maia Shamoevi : Amal
- Evin Ahmadguli : Berivan
- Nia Mirianashvili : Nofa
- Mari Semidovi : Arafat
- Roza Mirzoiani : Rojin
- Behi Djanati Ataï : Dahia
- Zinaida Gasoiani : Torhildan
- Sinama Alievi : Guli
- Zirek : Commandant Zirek
- Erol Afsin : Tiresh

## Contexte historique

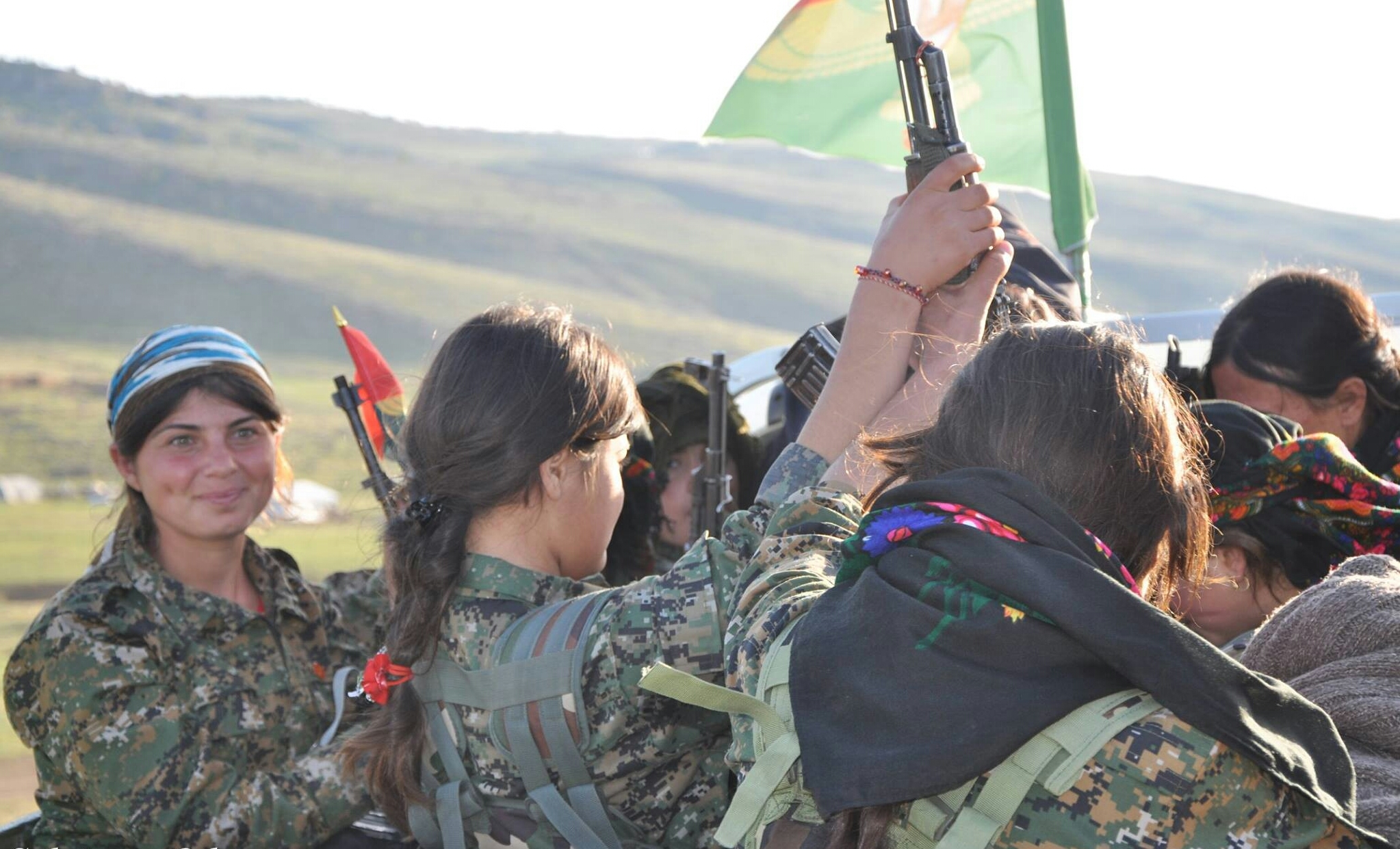
Des combattantes yézidies des YBŞ en 2015.

Le film s'inspire des massacres de Sinjar, commis en août 2014 en Irak contre les yézidis par les djihadistes de l'État islamique, ainsi que de la bataille de Sinjar, qui du 3 août 2014 au 13 novembre 2015 opposa les groupes kurdes aux djihadistes. Le bataillon des « filles du soleil » s'inspire également d'un bataillon du même nom, fondé le 2 juillet 2015 en Irak, intégré aux peshmergas, les forces armées du Gouvernement régional du Kurdistan irakien (GRK), et constitué en août 2015 de 123 combattantes yézidies âgées de 17 à 30 ans commandées par Xate Shingali, une ancienne chanteuse,,. Cependant dans le film d'Eva Husson, les uniformes et les insignes des « filles du soleil » évoquent davantage les Unités de résistance de Sinjar (YBŞ) et les Unités des femmes d'Êzîdxan (YJÊ), des groupes liés au PKK et au PYD. Le personnage de Mathilde, la journaliste française, s'inspire également de la journaliste américaine Marie Colvin, tuée le 22 février 2012 dans un bombardement de l'armée syrienne au cours du siège de Homs, lors de la guerre civile syrienne.

## La genèse du projet
Les Filles du soleil est le deuxième film réalisé par Eva Husson. En 2015, la réalisatrice apprend l'existence de combattantes yézidies au sein des forces kurdes, qui ont été faites captives et esclaves par l'État islamique lors des massacres de Sinjar. Inspirée par la résistance de ces femmes et mue par le questionnement de la lutte pour un idéal, elle débute l’écriture des Filles du soleil. Celui-ci est tourné en Géorgie en 37 jours, de septembre à novembre 2017, avec Golshifteh Farahani et Emmanuelle Bercot. Il est sélectionné en compétition officielle au 71e festival de Cannes en 2018.
En tant que petite-fille de soldat républicain espagnol et petite-nièce du chef du parti marxiste républicain POUM en exil, Eva Husson est travaillée par la question de la chute des idéaux depuis son adolescence. Quand elle a entendu parler de ces femmes kurdes, elle a décidé de s'intéresser plus précisément au sujet et a découvert l’idéal marxiste-féministe des combattants kurdes, inspiré par le leader politique Öcalan, la lutte pour une terre qui n’est pas assurée, et la lutte contre le fascisme. Cela résonnait avec son histoire familiale, l’exil, le déracinement, le questionnement de la lutte pour un idéal, la quête de sens. Dans le dossier de presse du film, la réalisatrice précise : « Il y avait un cheminement politique dans le choix de faire ce film. Et puis bien sûr, il y avait autre chose, d’encore plus puissant : l’histoire de femmes combattantes, capturées par des extrémistes, évadées dans des circonstances effroyables et qui finalement s’engagent pour combattre leurs ravisseurs... Il irradiait de cette histoire une force qui me dépassait, qui devait être racontée. Quand j’en ai parlé à ma productrice, elle m’a tout de suite suivie. »
Eva Husson s'est rendue au Kurdistan pendant la guerre; elle a rencontré toutes les factions kurdes (YPG, YPJ, YBŞ, Peshmergas), s’est rendue sur le front et dans les camps de réfugiés, pour recueillir le témoignage des femmes qui s’étaient échappées, mais aussi celui des combattants, des femmes élues au congrès irakien qui ont monté des réseaux d’exfiltration, des passeurs de ces réseaux . Elle est allée voir celles et ceux qui s’étaient engagées, et le personnage joué par Golshifteh Farahani est un personnage composite de ces témoignages.
Ces femmes ont vécu des atrocités inimaginables qui font écho à celles vécues par le Prix Nobel de la Paix 2018, l'activiste Nadia Murad.
On a beaucoup parlé de ce film comme d'un film de femmes. Le terme est utilisé à cause de la représentation particulièrement élevée de femmes devant et derrière la caméra : le film est réalisé par une femme, Eva Husson, produit par une femme, Didar Domehri, avec une équipe très féminine et un casting presque exclusivement féminin ; la réalisatrice soulève les problèmes que présuppose l’expression. 
« Le terme me pose un peu problème. Je n'ai jamais parlé de mes films en utilisant ce terme-là parce que je pense qu’il exprime un biais masculin. Une femme expérimente le monde d’une manière différente de l’homme, empiriquement, physiquement et dans son rapport socio-culturel, soit. J’assume complètement le regard de femme et le film sur les femmes. Par contre, ce qui m’intéresse, c’est que cela pose la question sur le sens de cette formule, cela prouve qu’il n’y a pas assez de représentations de la femme par les femmes au cinéma : on n’emploie pas l’expression « film d’hommes » tout simplement parce que la proposition de ce point de vue est pléthorique. L’histoire du cinéma est faite à 95% d’un regard masculin sur le monde. Si on utilise cette expression, c’est aussi parce qu’il n’y a pas encore assez de regards de femmes dans le cinéma pour en extraire cette universalité. »

## Accueil critique
En compétition au Festival de Cannes 2018, le film essuie des critiques virulentes - et sans doute les plus sévères de tous les films présentés, de la part de la critique française comme celle des journalistes étrangers,. 
Le Monde relève des personnages réduits à des figures romanesques « les plus élémentaires » et la légèreté des choix de mise en scène : « Est-ce donc si grave que les acteurs ne parlent pas la langue de leurs personnages, que le morceau d'histoire (au sens de ce que fait advenir l’humanité) qu’ils traversent soit seulement « inspiré » de ce qu’il s’est passé ? Après avoir vu Les Filles du soleil, on a tendance à répondre que oui, c’est grave, pour autant qu’un choix cinématographique puisse porter à conséquence. Que le recours à la fiction, quand on veut évoquer une tragédie qui n’est pas encore terminée, implique plus de devoirs que de droits », écrit le quotidien du soir. Libération évoque un film « nul », « entre scénario obscène et mise en scène clinquante », recensant des « poncifs tire-larmes », des « images indécentes », réduisant son intrigue à « une molle bouillie facilement ingérable par les spectateurs du monde entier » et ne s’embarrassant d'aucune « réflexion (géo)politique ». Les cinq critiques de la rédaction du Figaro dépêchés à Cannes jugent unanimement le film mauvais. Pour le journal, le projet « passe à côté de son sujet » : « très mal écrit », remplies de « phrases définitives » et croulant sous « trop de bons sentiments », c'est un « film de guerre qui n'en est pas un ». Télérama évoque un film superficiel et inconséquent, où « rien ne marche vraiment » : « naïf, larmoyant, plombé par une musique envahissante, le film glorifie de manière bien maladroite ces femmes exemplaires. Il explicite la moindre action à travers des dialogues simplistes. Sur les enjeux politiques, les motivations des guerrières comme de la photographe, Eva Husson frise l’inconséquence, réduisant grosso modo leur lutte à un élan formidable du côté de la vie. Quant au réalisme de la guerre, on en est assez loin. Le poids des armes, le danger, la peur, tout semble un peu faux. Les deux actrices vedettes ne sont pas non plus à leur avantage ». Les Inrocks dénonce la superficialité du film (« aucune idée de la complexité géopolitique de la situation décrite ») et sa lourdeur de trait, reprenant « les codes les plus balourds du cinéma hollywoodien : tonnes de pathos, litres de larmes, B.O envahissante qui flèche toutes les émotions au stabyloboss, comme si Husson filmait les yeux collés à la vitre de son sujet, sans le recul et la distance de regard nécessaire à tout projet artistique ». Le Parisien évoque un film qui « n'est pas du tout à la hauteur de son sujet », nous laissant sur « une sensation de grand raté ». En cause, un problème de rythme et d'énergie, et le choix de se focaliser sur le personnage de Mathilde (incarnée par Emmanuelle Bercot (« on a vu cent fois traité le thème des journalistes délaissant leurs proches pour danser sur les volcans des conflits de la planète »). Paris Match accorde 2 étoiles sur 5 au film mais se montre plus bienveillant : malgré ses maladresses (omniprésence de la musique, lourdeur des dialogues, certains choix de mise en scène), l'hebdomadaire salue « un supplément d'âme, l’urgence de son sujet et le fait qu’il s’agit du premier film de guerre principalement interprété par des femmes ». 
Les publications étrangères ne sont guère plus positives. The Hollywood Reporter parle d'un film « douloureux » et « excessif », si peu subtil qu'il en vient à abîmer ses (louables) intentions. Pour le magazine américain, les meilleurs moments du film sont les scènes où Golshifteh Farahani dirige son bataillon et les pires moments sont ceux où il se livre à des hystéries scénaristiques, sans parler de la musique larmoyante « digne d'un film de Walt Disney », de certains dialogues « presque risibles » et d'un dénouement « forcé et fabriqué ». « D'un côté, [la réalisatrice] met en lumière une histoire importante et terrifiante qui a fait les manchettes de journaux il y a quelques années, mais qui a depuis été oubliée par beaucoup d'entre nous et qui mérite d'être redécouverte », ajoute la revue. Mais « de l'autre côté, elle le fait avec une approche ouvertement manipulatrice, plutôt ringarde, plus fantaisiste que réaliste », son film ressemblant alors à une bataille perdue. Le magazine américain Variety évoque un film pédant et creux, aux personnages stéréotypés, au scénario faible, digne d'un « film d'aventure hollywoodien des années 1950 », recherchant la sympathie du public à tout prix. Le quotidien espagnol El País qualifie le film de « désastre », soulignant une maladresse qui devrait faire rougir et une fin artificielle et larmoyante. Le journal allemand Der Spiegel parle d'une « catastrophe », incriminant Thierry Frémaux, le sélectionneur du festival, pour « sa mauvaise blague » faite au public cannois. Le journal parle d'un récit chaotique et ennuyeux, n'offrant aucune profondeur à ses seconds rôles : « Husson sape ainsi même le plus grand potentiel de son film : montrer la solidarité militante entre les femmes ». Le quotidien anglais The Guardian se montre nettement plus positif, accordant 4 étoiles sur 5 à ce « film de guerre féministe, passionné, plein de suspense, en colère » mais aussi « sincère, direct et musclé ». Si le journal pointe quelques scènes peu subtiles, il ajoute que celles-ci restent « bien orchestrées et efficaces ». Le film, s'il est parfois naïf, n'en reste pas moins « puissant ».

## Distinctions
- Festival du film politique de Porto-Vecchio 2018 : Prix du jury[réf. nécessaire]